# Ingelfingen
Ingelfingen est une ville du Bade-Wurtemberg (Allemagne), située dans l'arrondissement de Hohenlohe, dans la région de Heilbronn-Franconie, dans le district de Stuttgart. Avec ses 7 villages environnants rattachés administrativement à la ville d'Ingelfingen depuis 1972-1973, la commune avait une population de 5516 habitants au 31 décembre 2015.

## Géographie
Ingelfingen se trouve dans la vallée du Kocher à 4 km au nord-ouest de Künzelsau et à 37 km au nord-est de Heilbronn. C'est une vallée d'une profondeur de presque 200 mètres creusée dans le Plateau de Hohenlohe dont les versants sud sont souvent couverts de vignobles.

## Histoire
Les nobles de Hohenlohe, comtes depuis 1450, devinrent au cours du Haut Moyen Âge les souverains de la commune d’Ingelfingen et acquirent le château de Lichteneck, dont les ruines en haut du bourg sont très caractéristiques encore aujourd’hui. Entre 1409 et 1806, Ingelfingen resta sans interruption sous la domination de ces seigneurs, devenus princes impériaux en 1764.
En conséquence d’une division du comté protestant de Hohenlohe-Langenburg en trois comtés, Ingelfingen devint en 1701 le siège de l’administration du nouveau comté de Hohenlohe-Ingelfingen sous Christian Kraft de Hohenlohe qui fit y construire un château représentatif. À partir de ce moment-là, Ingelfingen connut un important essor économique. 
Le prince Frédéric-Louis de Hohenlohe-Ingelfingen eut le mérite de faire élargir la ville d’Ingelfingen au-delà de la muraille vers l’est et d’inviter des artisans à s’y installer. C’est à la naissance de ce faubourg de Marianne qu’Ingelfingen dût une nouvelle croissance économique à la fin du XVIIIe siècle. Ce n’est qu‘en 1805 que ce prince transféra sa résidence à Öhringen et s’appela alors prince de Hohenlohe-Öhringen - un an avant la liquidation de son principauté et son intégration dans le royaume de Wurtemberg lors de la réorganisation des États allemands de Napoléon Bonaparte en 1806. Ce même prince, général de l’armée impériale au service de la Prusse, fut personnage tragique en tant que responsable de la défaite des troupes prussiennes dans la bataille d’Iéna en 1806.
Avec la perte de sa fonction de chef-lieu du principauté et le départ de ses fonctionnaires et de ses employés à l'époque bien rémunérés, une longue période de déclin commença. De nombreux habitants quittèrent leur ville natale en direction de l'Amérique et de l'Angleterre et plus tard vers les grandes villes d'Allemagne.

### Souverains
1- Comtes d’Ingelfingen :
- 1699-1743 : Christian Kraft de Hohenlohe
- 1743-1764 : Philipp Heinrich

2- Princes d’Ingelfingen :
- 1764–1781 : Philipp Heinrich
- 1781–1796 : Heinrich August
- 1796–1806 : Friedrich Ludwig

## Jumelage
La ville est jumelée avec Saint-Héand (France) depuis 1991.

## Lieux et monuments
- Le château Neuf (de), construit de 1705 à 1712 et racheté par la municipalité d'Ingelfingen en 1962, sert depuis  1988 comme hôtel de ville.
- Le "Schwarzer Hof" (Cour Noire), une demeure remarquable avec des galeries à 3 niveaux, depuis 2001 restaurée et réaménagée pour accueillir des associations d’Ingelfingen.
- L'église Saint Nicolas du quinzième siècle.
- Le tonneau habitable (de), érigé en 2001/02 par initiative de l'entrepreneur local Fritz Nüller (GEMÜ) est (après celui de Bad Dürkheim) le deuxième plus grand tonneau en bois d'Europe. Il est situé au milieu des vignobles d'Ingelfingen et abrite un musée du vin.
- Le musée du Trias moyen (de), fondé par le géologue amateur Hans Hagdorn, présente des fossiles découverts surtout en Allemagne du Sud, en France, en Pologne et en Chine.